# الشوامين
الشوامين قرية سعودية، تتبع محافظة وادي الفرع التابعة لإمارة منطقة المدينة المنورة. تقع في جنوب المدينة المنورة، وتبعد عنها قرابة 130 كم.

## الموقع الجغرافي
تقع جنوب منطقة المدينة المنورة بحوالي 130 كم. وهي تابعة لمحافظة وادي الفرع، وبها النخيل والمزارع وتحيط بها الجبال الشاهقة من جميع النواحي.

## المناخ
تختلف الأحوال الجوية السائدة في المدينة عما هي عليه في الريف المجاور لها، ولذا فإن للمدينة مناخاً متميزاً عن مناخ الريف من حيث، درجة الحرارة أعلى بحوالي درجة واحدة مئوية من الريف المجاور، وسرعة رياح أقل ورطوبة نسبية أخفض، وتغييم أكبر، وضباب وتهطال أكثر مما في الريف المجاور.